# Васвија
Васвија Џелатовић (Мали Зворник, ?), позната и само као Васвија, југословенска је и српска турбо-фолк певачица.

## Каријера
Џелатовићева је рођена у Малом Зворнику. Каријеру је започела 1987. године уз ансамбл Зорана Старчевића. На првом албуму издвојиле су се песме: Како ћу сама, Зашто љубав мора да се крије и Одлазим сутра. На албумима из 1988, 1989. и 1990. године слушане песме су биле: Без тебе је живот казна, Проклет био ти, Нећу нико да ме жали, Ја сам те увек волела (дует са Драганом Којићем Кебом) и Нећу да се растанемо. Деведесетих година Васвија је стекла већу популарност него осамдесетих. Године 1991. снимила је нови албум и насловна песма Ко то руши моје снове постаје велики хит, док песма Када умре љубав постаје хит у изведби Синана Сакића 1992. године. Године 1993. Васвија је снимила албум Молила бих ако има Бога са којег хитови постају насловна нумера и песма Сама. Албум из 1994. пролази слабије, док албуми из 1995. и 1996. пролазе боље уз песме Куни га црна ноћи и Страх. Године 1997. снимила је више песама за Лазаревић продуктион и са тог албума четири песме постале су хитови: Дошло ми је да га молим, Нисам жена него стена, Судбино сестро и Аман џаба. Ово је уједно био и најбољи албум у њеној каријери. Прави паузу од пет година; потом је снимила албум Победница који и није имао много успеха. Године 2002. се повлачи из медија.

## Дискографија

### Албуми
- Како ћу сама (1987)
- Без тебе је живот казна (1988)
- Нећу нико да ме жали (1989)
- Нећу да се растанемо (1990)
- Ко то руши моје снове (1991)
- Молила бих ако има Бога (1993)
- Принцеза таме (1994)
- Куни га црна ноћи (1995)
- Страх (1996)
- Нисам жена него стена (1997)
- Победница (2002)

### Компилације
- Хитови у продукцији Зорана Старчевића (1994)
- Хитови (1997)